# سوگیری
گرایستگی یا سوگیری یا سوگرایی، تمایل به جانبداری از یک نظریه یا قضیه بدون بررسیِ درستی یا نادرستی آن است و با خودداری و امتناع از در نظر گرفتن دیدگاه‌های جایگزین منطقی همراه است. سوگیری غالباً به‌طور ناآگاهانه در داوری شخص اثر می‌گذارد و غالباً به سوءتفاهم و تعارض می‌انجامد. افراد می‌توانند در دفاع یا در برابر یک فرد، قومیّت، ملّت، مذهب، طبقهٔ اجتماعی، حزب سیاسی و اُلگوهای نظری و ایدئولوژیک در حوزه‌های علمی دچار سوگیری شوند. سوگیری به‌معنی یک جانبه‌گرایی و فاقد دیدگاه بی‌طرفانه یا نداشتن یک ذهن باز است. سوگیری می‌تواند به شکل‌های مختلف نمود یابد و با پیشداوری و شهود مربوط است.
در علم و مهندسی، سوگیری یک خطای سیستماتیک است. نتایج سوگیری آماری از یک نمونهٔ ناعادلانهٔ جمعیتی، یا از فرایند برآوردی است که نتایج دقیقی را به‌طور متوسط و سرشکن به‌دست نمی‌دهد.

## سوگیری شناختی
سوگیریِ شناختی تکرار یا پافشاری اشتباه در اندیشیدن، ارزیابی، یادآوری یا دیگر فرایندهای شناختی و الگوی انحراف از استانداردها در قضاوت است و به موجب آن نتایج استنتاجی، ممکن است نامعقول باشند. سوگیریِ شناختی الگویی است که در قضاوت و استدلال، انحراف ایجاد کرده و به موجب آن، نتیجه‌گیری‌هایی که در مورد سایر افراد و موقعیت‌ها انجام می‌گیرد ممکن است به شکلی غیرمنطقی صورت گیرند. افراد، «واقعیت اجتماعی ذهنی» شان را از طریق مشاهدهٔ ورودی‌ها شکل می‌دهند. شکل‌گیری «واقعیت اجتماعی» یک فرد، رفتار وی در جامعه را دیکته می‌کند و نه ورودی‌های عینی او؛ بنابراین سوگیری شناختی، در نهایت ممکن است به تحریف ادراکی، قضاوت نادرست، تفسیر غیرمنطقی یا آنچه که به‌طور گسترده، بی‌خردی نامیده می‌شود، منجر شود.

### لنگر انداختن
بر پایهٔ «اثر لنگر انداختن»، معمولاً اولین گزینه‌های ارائه شده، تأثیر به سزایی در انتخاب افراد بین گزینه‌های موجود دارند. زمانی که «سوزن فکر» و تصمیم‌گیری فرد بر روی مورد خاصی «گیر» کند، تصمیم‌گیری‌ها و قضاوت‌های آتی وی در طی مقایسهٔ موارد موجود با مورد یا موارد اولیه شکل می‌گیرند. یک طراح سؤال می‌تواند از جهت‌گیری‌های شناختی مغز افراد، در به دام انداختن آن‌ها و کسب نتیجهٔ دلخواه، کمال استفاده را ببرد.

### پاریدولیا

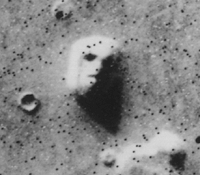
تصویر ماهواره‌ای از سطح مریخ. این عکس به نام «صورت مریخ» شناخته شد. تصاویر بعدی که از سطح مریخ گرفته شد این موضوع را رد کرد.

آپوفنیا همچنین شناخته شده با عنوان اُلگوگرایی، یا عامل‌گرایی، تمایل انسان به درک الگوهای معنادار از داده‌های اعداد تصادفی است. پاریدولیا نیز یک پدیدهٔ روان‌شناختی است که در آن فرد، علایم یا صداهایی را که ادراک می‌کند به صورت معنادار می‌شناسد. از مثال‌های معمولی که در این باره زده می‌شود می‌توان به این موارد اشاره کرد: دیدن چهره در ابرها، دیدن چهره در ماه، شنیدن پیام‌های ناشناخته وقتی نوار یا صدای ضبط‌شده به‌صورت برعکس پخش می‌شود. چنین سوگیری‌ها و پیش‌داوری‌هایی می‌توانند ناخواسته، ذهن قضاوت‌گر بیننده را دچار انحراف و خطا در «برداشت خردمندانه» کنند.

### جهت‌گیری تأییدی
جهت‌گیری تأییدی گرایش به جستجو در اطلاعات یا تعبیر کردن آن به گونه‌ای است که باورها یا فرضیه‌های خودِ شخص را تأیید کند. افراد هنگام جمع‌آوری یا «یادآوری گزینشی اطلاعات» یا هنگامی که آن را به نحوی جهت‌گیرانه تعبیر می‌کنند، این سوگیری را از خود نشان می‌دهند. این اثر در خصوص موضوعات هیجان‌برانگیز و برای باورهای بسیار عمیق، شدیدتر است. افراد تمایل دارند «شواهد مبهم» را به عنوان تأییدی بر موضع موجود خود، تعبیر کنند.

### سوگیری رفتاری
در سوگیری اِسنادی یا رفتاری، افراد گرایش دارند که معنی حرکات خود یا دیگران را کشف کنند و به ارزیابی یا تلاش برای کشف توضیحات پشت چنین حرکاتی دست می‌زنند.
سو گیری یکی از مفاهیم روان شناسی است که توسط آلفرد آدلر روان شناس اتریشی پیشنهاد شده است، به این معنا که: گروهی تصمیم می گیرند مواضع افراطی اتخاذ کند، حال آنکه اگر افراد گروه تنها بودند این گونه موضع گیری ها به وجود نمی آمد (کلاینمن، 2012)

#### اِسناد درونی و بیرونی
بر پایه این نظریه افراد رفتار را می‌بینند و آنگاه علت‌ها را به آن اسناد می‌کنند. هنگام نگرش رفتار یک شخص می‌خواهیم تا مشخص کنیم که آیا این رفتار علت درونی دارد یا علت بیرونی. برای نمونه، اگر یکی از کارکنان کارش را خوب انجام ندهد، امکان دارد که مدیر او عملکرد ضعیف وی را به حساب عدم توانایی و انگیزش او بگذارد. این یک نمونه از اسناد درونی است. اما اگر مدیر عملکرد ضعیف او را به حساب مسایل مدیریتی و فرهنگ سازمانی بگذارد، یک نمونه از اسناد بیرونی است.

#### تورش‌ها و سوگیری‌های اسنادی: خطای بنیادین در ادراک
در زمینهٔ اِسناد، سوگیری‌هایی وجود دارد که موجب خطا در اِسناد می‌شوند. به این سوگیری‌ها «خطای بنیادین در ادراک» می‌گویند که عبارتند از خطای بنیادی اسناد، اثر عامل–ناظر و سوگیری خدمت به خود که هر یک از آن‌ها به دلایل مختلفی ایجاد می‌شود. گرایش ما به اسناد دادنِ شکست‌های دیگران به عوامل درونی آنان و نسبت دادن موفقیت‌های آنان به عوامل بیرونی را خطای بنیادی اسناد می‌گویند. در اثر عامل–ناظر اسناد، ما در تعیین علل درونی یا بیرونی به عامل یا ناظر بودن ما بستگی دارد.

#### زمین‌خوردن
اگر ببینیم دیگری به زمین خورده‌است، حادثه را به علتی درونی (دست‌وپاچلفتی بودن او) نسبت می‌دهیم؛ اما اگر خودمان زمین بخوریم، آن را به علتی بیرونی (لغزنده بودن زمین یا صاف بودن ته کفش) نسبت می‌دهیم. سوگیری خدمت به خود، یعنی شخص با بزرگ کردن سهم خود در مورد رفتارهای مثبت، عزت نفس خود را افزایش می‌دهد.

### خطای بنیادی برچسب‌زدن
خطای بنیادی برچسب‌زدن یک سوگیری و گرایش متداول است که افراد در توصیف و تبیین علل رفتار اجتماعی یک نفر، نقش عوامل شخصیتی یا ویژگی‌های پایدار او را مهم‌تر از صرف واکنش او به موقعیت‌های محیطی‌اش برآورد می‌کنند.
علت وجود خطای بنیادی این است که اغلب افراد، به عنوان مشاهده‌گر، این واقعیت را نادیده می‌گیرند که هر فرد، بسته به موقعیت پیش‌رو، نقش‌های اجتماعی متعددی را ایفا می‌کند که دیگری ممکن است تنها شاهد یکی از آن‌ها باشد. بدین سان اهمیت موقعیت‌های اجتماعی در تبیین رفتار یک فرد به سادگی نادیده گرفته می‌شود.